# Aït Tamlil (kommun)
Ait Tamlil (franska: Ait Tamlil (CR), Ait Tamlil (Commune Rurale), arabiska: أيت أو مديس) är en kommun i Marocko.   Den ligger i provinsen Azilal och regionen Béni Mellal-Khénifra, i den nordöstra delen av landet, 280 km söder om huvudstaden Rabat. Antalet invånare är 18 720.